# Liste von Straßennamen mit mehreren Personen in Österreich

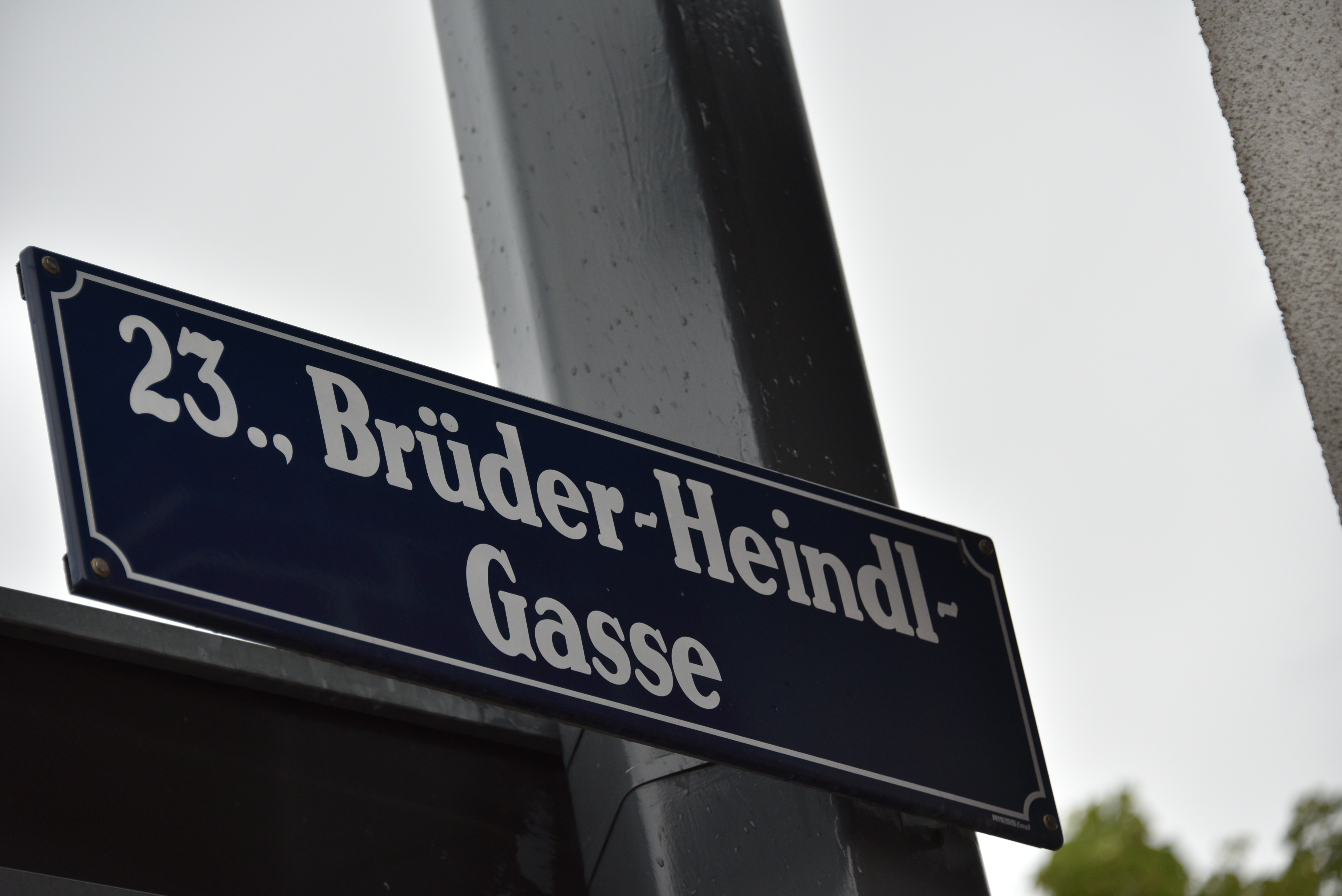
Die Brüder-Heindl-Gasse in Wien ist nach Franz und Michael Heindl benannt.

Die Liste von Straßennamen mit mehreren Personen in Österreich enthält Straßennamen aus Österreich, in denen mehrere Personen auftauchen. Solche Straßennamen sind in Österreich sehr viel seltener als in Deutschland. 

## Liste
Die Liste erhebt keinen Anspruch auf Vollständigkeit. Eingetragen sind nur Straßennamen, in denen zweifelsfrei mehrere Personen genannt werden. So tauchen beispielsweise keine Grimm-Straßen auf, obwohl sich diese vermutlich häufig auch auf die Brüder Grimm beziehen. Außerdem werden nur reale Persönlichkeiten berücksichtigt. Des Weiteren werden nur Straßen aufgeführt, bei denen die geehrten Persönlichkeiten ermittelt werden können.
| Straßenname                  | Städte            | benannt nach                                                   | Bemerkungen |
| ---------------------------- | ----------------- | -------------------------------------------------------------- | --- |
| Brüder-Albert-Gasse          | Wien              | Alois und Karl Albert                                          | Die Brüder waren Fassbinder. Sie verunglückten 1936 bei der Reinigung von Senkgruben in Wien tödlich.              |
| Brüder-Botka-Weg             | Klagenfurt        | Franz und Theodor von Botka                                    | Die Brüder aus Viktring waren Künstler und erschufen 300 Krampus-Figuren.                                          |
| Brüder-Heindl-Gasse          | Wien              | Franz und Michael Heindl                                       | Die Brüder leisteten Widerstand gegen das NS-Regime.                                                               |
| Brüder-Petz-Gasse            | Ybbs an der Donau | Bernard und Hieronymus Pez                                     | siehe Brüder-Petz-Straße                                                                                           |
| Brüder-Petz-Straße           | Melk              | Bernard und Hieronymus Pez                                     | Die beiden Brüder waren Benediktinermönche.                                                                        |
| Brüder-Renner-Straße         | Seiersberg-Pirka  | Alexander und Anatol Renner                                    | Die Artistenbrüder wurden zusammen mit ihrem Vater Franz als Renner-Buben bekannt.                                 |
| Brüder-Renner-Weg            | Graz              | Alexander und Anatol Renner                                    | siehe Brüder-Renner-Straße                                                                                         |
| Brüder-Teich-Straße          | Weinburg          | Brüder Teich                                                   | Die Brüder gründeten ein Folienwalzwerk, aus dem die heutige Constantia Teich GmbH hervorging.                     |
| Brüder-Wüster-Gasse          | Pitten            | Brüder Wüster                                                  | Die Brüder betrieben eine Stahlfirma, die unter anderem Regenschirme herstellte.                                   |
| Gebrüder-Grimm-Weg           | Wolfsberg         | Jakob und Wilhelm Grimm                                        | Im Gegensatz zu Deutschland existieren in Österreich keine Straßen, die nach einem der beiden Brüder benannt sind. |
| Gebrüder-Lang-Gasse          | Wien              | Anton und Jakob Lang                                           | Die Brüder gründeten eine Baumwollweberei und engagierten sich für wohltätige Zwecke.                              |
| Gebrüder-Pichler-Gasse       | Großkrut          | Johann Evangelist und Wilhelm Pichler                          | Die Brüder, die in Großkrut geboren wurden, waren Pfarrer.                                                         |
| Hanna-und-Paul-Gasser-Gasse  | Weiz              | Hanna und Paul Gasser                                          | Das Ehepaar leitete das Bauunternehmen Lieb Bau Weiz.                                                              |
| Klara-u.-Ludwig-Krall-Weg    | Trofaiach         | Klara und Ludwig Krall                                         | Mitglieder der Trofaiacher Partisanen- und Widerstandsbewegung in der NS-Zeit                                      |
| Mylius-Bluntschli-Straße     | Wien              | Carl Jonas Mylius und Alfred Friedrich Bluntschli              | Die beiden planten den Wiener Zentralfriedhof.                                                                     |
| Wüllenweber-und-Jordan-Platz | Wien              | Therese von Wüllenweber und Franziskus Maria vom Kreuze Jordan | Die beiden gründeten zusammen den Orden der Salvatorianer.                                                         |

Als Quelle für die Straßennamen diente die Webseite Straßen-in-Oesterreich.at, die ihre Daten von OpenStreetMap erhält.